# Neotsu
Neotsu az Amerikai Egyesült Államok északnyugati részén, Oregon állam Lincoln megyéjében, az északi szélesség 45. fokán elhelyezkedő statisztikai település. A 2020. évi népszámlálási adatok alapján 608 lakosa van.

## Nevezetes személy
- David Gomberg, politikus[5]

## Fordítás
- Ez a szócikk részben vagy egészben  a   Neotsu, Oregon című angol Wikipédia-szócikk ezen változatának fordításán alapul.  Az eredeti cikk szerkesztőit annak laptörténete sorolja fel. Ez a jelzés csupán a megfogalmazás eredetét és a szerzői jogokat jelzi, nem szolgál a cikkben szereplő információk forrásmegjelöléseként.